# 山口法弘
山口 法弘（やまぐち のりひろ、1977年7月2日 - ）は、日本の実業家。佐賀県出身。2002（平成14）年関東学院大学経済学部卒。同年プロシップ入社、2012（平成24）年取締役、2017（平成29）年副社長、2018（平成30）年4月1日プロシップ代表取締役社長就任。